# Zale rubiata
Zale rubiata är en fjärilsart som beskrevs av Smith 1909. Zale rubiata ingår i släktet Zale och familjen nattflyn. Inga underarter finns listade i Catalogue of Life.